# استان بریمی
 استان بُرَیمی (به عربی:  محافظة البریمی ) یکی از استان‌های کشور پادشاهی عمان ساكنان اهل سنت است.
این استان استانی تازه‌بنیاد است.

## جمعیت
جمعیت آن در حدود ۷۶٫۸۳۸هزار نفر می‌باشد

## تقسیمات کشوری
در تقسیمات کشوری سلطنت عمان استان بریمی شامل ۳ شهرستان أست:

## شهرستان‌ها
شهرستان‌ها (در عربی عمان: ولایات) این استان:
- شهرستان بریمی
- شهرستان سنیه
- شهرستان محضه